# Prognathodon giganteus
Prognathodon giganteus — вид вимерлих морських ящірок родини мозазаври (Mosasauridae) роду прогнатодон (Prognathodon). Мешкали наприкінці крейди. Відомо шість знахідок скам'янілостей цього виду: один у Бельгії, один в Йорданії і чотири у Сирії. Досягали 10 м завдовжки.